# Somme toute (éditeur)
Somme toute est une maison d'édition fondé en 2013 à Montréal, au Québec. Elle regroupe plusieurs divisions, anciennement maisons d'éditions.

## Historique
Somme toute regroupe au total six maisons d’édition : les éditions Somme toute, Tête première, Mécanique générale, Station T, Lévesque éditeur et Hamac. La maison principale est dirigée par Serge Théroux, anciennement cofondateur de la maison d'édition Les 400 coups, et anciennement directeur du distributeur de livres Diffusion Dimedia,.
La maison d'édition publie des bandes dessinées, de la littérature, des essais, du théâtre et des récits et des illustrés, dont des œuvres de Marjolaine Beauchamp, Catherine Ocelot, Sylvie Laliberté, Fanie Demeule, Lynda Dion, Pierre-Luc Gagné, Anne Peyrouse et Marilyse Hamelin.
Le 25 novembre 2021, le quotidien montréalais Le Devoir annonce la «création de la marque Somme Toute - Le Devoir», une division dont la mission consiste à publier «des ouvrages de vulgarisation, des bilans politiques et sociaux sur les enjeux de l'heure» se basant sur les archives du journal.

### Prix et rayonnement
Le récit J'ai montré toutes mes pattes blanches je n'en ai plus de Sylvie Laliberté publié chez Somme toute a été nommé aux Prix littéraires du Gouverneur général de 2021 dans la catégorie Romans et nouvelles tandis que le roman Mukbang de Fanie Demeule, publié par la division Tête première, est en lice pour le Prix littéraire des collégiens 2021-2022.

## Ouvrages publiés (liste partielle)

### Somme toute
- J’ai montré toutes mes pattes blanches je n’en ai plus, Sylvie Laliberté, Montréal, 2021, 198 p.  (ISBN 9782897941888 et 289794188X)
- 11 brefs essais sur la beauté : pour échapper à la tyrannie des idées reçues (Au commencement, la laideur), collectif sous la direction de Marilyse Hamelin, Montréal, 2021, 112 p.  (ISBN 9782897942670 et 2897942673)
- (V)égaux. Vers un véganisme intersectionnel, Montréal, 2021, 174 p.  (ISBN 9782897942311)
- M.I.L.F., Marjolaine Beauchamps, Montréal, 2017, 63 p.  (ISBN 9782897940041)
- 11 brefs essais pour des villes durables et résilientes, Montréal, 2021, 176 p.  (ISBN 9782897942410)
- 11 brefs essais contre le racisme, pour une lutte systémique, Montréal, 2019, 156 p.  (ISBN 9782924606896)
- Toutes les femmes sont d'abord ménagères, Histoire d'un combat féministe pour la reconnaissance du travail ménager, Camille Robert (préface de Micgeline Dumont), Montréal, 2017, 178 p.  (ISBN 9782924606629)

### Station T
- Petit carnet de solitude, Catherine Gauthier, Montréal, 2021,  (ISBN 9782925001089)
- Je prends feu trop souvent, Charlotte Gosselin, Montréal, 2022,  (ISBN 9782925001133)

### Hamac
- L'Homme est un lion que je n'ai su faire rugir, Pierre-Luc Gagné, Montréal, Poésie, 2021, 72 p.  (ISBN 9782925087182)
- Bagels, Fanie Demeule, Montréal, 2021, 62 p.  (ISBN 9782925087366)
- Quelques jours avec moi (récit en prose poétique illustré par d'Agathe Bray-Bourret), Montréal, collection Hamac illustré, 2021, 80 p.  (ISBN 9782925087410 et 2925087418)
- On couche ensemble, Francis Juteau et Alice Lacroix, 2021, 121 p.  (ISBN 9782925087304)
- L’essoreuse à salade, Philippe Chagnon, 2019, 208 p.  (ISBN 9782897911348)

### Tête première
- Mukbang, Fanie Demeule, 2021, 219 p.  (ISBN 9782925035459)
- Cruelles, collectif sous la direction de Fanie Demeule et Krystelle Bertrand, 2020, 186 p.  (ISBN 9782925035312)

### Mécanique générale
- La vie d’artiste, Catherine Ocelot, 2018,  (ISBN 9782922827873 et 2922827879)